# Cratere Brabo
Brabo è un cratere sulla superficie di Ryugu.